# Bharata Chakravartin
 (mai 2019).
Si vous disposez d'ouvrages ou d'articles de référence ou si vous connaissez des sites web de qualité traitant du thème abordé ici, merci de compléter l'article en donnant les références utiles à sa vérifiabilité et en les liant à la section « Notes et références ».
Pour les articles homonymes, voir Bharata.
Bharata est le premier chakravartin (empereur universel ou possesseur de chakra) d'avasarpini (cycle à mi-temps actuel selon la cosmologie jaïn).
Selon les Jains et les Puranas hindous, l'ancien nom de l'Inde était "Bhāratavarsha" ou "Bhārata" ou "Bharata-bhumi". 

## Biographie
Il est le fils aîné de Rishabhanatha, le premier Tirthankara du jaïnisme.
Il a eu deux fils de son chef, la reine Subhadra : Arkakirti et Marichi. Il a conquis les six parties du monde et s'est battu avec son frère Bahubali, pour finalement conquérir la dernière ville restante.